# Коппи, Ганс
Ганс Коппи (нем. Hans Coppi; 25 января 1916 года, Берлин, Германия — 22 декабря 1942 года, Берлин, Германия) — антифашист, член движения Сопротивления во время Второй мировой войны, член организации «Красная капелла».

## Биография
Ганс Коппи родился 25 января 1916 года в Берлине, в Германии в семье Роберта и Фриды Коппи. Его родители были членами Коммунистической партии Германии (KPD). С 1929 по 1932 годы он рос и учился в Schulfarm Scharfenberg (профессиональное училище-интернат на острове Шарфенберг) в районе Берлин-Тегель. В 1931 и 1932 годах Ганс был членом организации «Красных скаутов» и Коммунистического союза молодежи Германии (KJVD).
В 1932 году его исключили из интерната после того, как он поддержал группу студентов, которые смотрели запрещенный фильм Kameradschaft Георга Вильгельма Пабста о франко-германской солидарности. Ганса перевели в Lessing-Gymnasium в Берлине. В это же время Адольф Гитлер и партия нацистов пришли к власти в Германии.
После поджога Рейхстага в марте 1933 года, в котором нацисты обвинили коммунистов, Ганс ушёл в подполье. Но уже в январе 1934 года он был арестован гестапо и отправлен в концентрационный лагерь Ораниенбург, где пробыл два месяца без суда и следствия. Затем его приговорили к году тюрьменого заключения за распространение незаконных листовок.
После освобождения Ганс нашёл работу токаря и восстановил общение со старыми друзьями из профессионального училища-интерната, оказывавшим помощь жертвам нацистских преследований. Он продолжал распространять листовки, в которых предупреждал соотечественников о последствиях нацистской милитаристской политики.
Осенью 1939 года, с началом Второй мировой войны, Ганс был признан непригодным и недостойным для несения воинской службы. Он вошёл в группу борцов сопротивления под руководством Вильгельма Шурман-Хорстера, в 1940 году ставшей частью организации «Красная капелла». В 1940 году он вступил в контакт с Харо Шульце-Бойзеном и Арвида Харнаком, агентами советской разведки.
В 1941 году Ганс Коппи женился на соратнице по движению Хильде Раке. С началом войны Третьего рейха против СССР он стал слать по рации в Москву шифрограммы, в которых сообщал о деятельности групп сопротивления.
В следующем году советский секретный агент ответил Гансу, и вышел с ним на связь уже в Германии. Квартира для радиопередач была предоставлена другим членом «Красной капеллы» графиней Эрикой фон Брокдорф. Объявление тотальной войны против СССР привело к тому, что Ганса признали пригодным для несения воинской службы и призвали в вермахт.

### Арест и казнь
12 сентября 1942 года Ганс и Хильда Коппи были арестованы в Шримме (ныне Срем в Польше). Его родители, брат и тёща также были арестованы. 19 декабря 1942 года Имперский военный трибунал приговорил Ганса Коппи к смертной казни. Спустя три дня приговор был приведён в исполнение. Ганс Коппи был повешен вместе с другими членами движения Сопротивления Арвидом Харнаком и Харро Шульце-Бойзеном в тюрьме Плёцензее в Берлине.
Хильда, беременная на момент ареста, 27 ноября 1942 года в женской тюрьме на Барнимштрассе в Берлине родила сына, Ганса Коппи-младшего. Её казнили менее чем через год после мужа 5 августа 1943 года.

## Память
Мемориальная доска в Шарфенберге с именами борцов сопротивления, бывших учеников интерната, среди которых есть и имя Ганса Коппе, установлена в 1986 году. В Берлин-Тегель на Зейдельштрассе, 23 также установлена мемориальная доска с именами Ганса и Хильды Коппи. Имена Ганса и Хильды Коппи присвоены ряду школ, гимназий и улиц в городах Германии.

### Фильмы
- KLK an PTX — Die Rote Kapelle («Красная капелла»): в 1970/71 по сценарию Веры Кюхермайстер, Клауса Кюхермайстера и Хорста Э. Брандта
- Инга Вольфрам, Хельге Тримперт Ганс Коппи-младший: Verlorenes Leben. Hans Coppi und der letzte Agent der «Roten Kapelle». Film-Dokumentation, BRD 1996, 60 мин[4]